# Tupã
Pour les articles homonymes, voir Tupa.
Tupã est une municipalité située dans le sud-ouest de l'État de São Paulo dans la microrégion de Tupã, près de la frontière avec l'État limitrophe, au sud du Paraná. La ville avait en 2000 63 300 habitants sur 624 km2. Le nom de la ville de retour sur les peuples autochtones, les Tupi Guarani, qui résident dans cette région.
La région est marquée par l'agriculture, notamment la production de canne à sucre, soja, maïs, ainsi que de plus en plus de manioc (tapioca). Une part croissante de la canne à sucre, ainsi que la production de manioc, est destinée à la transformation en alcool (éthanol). L'industrie locale est destiné à Tupã par différentes usines de l'industrie alimentaire, ainsi que l'industrie du meuble. La culture de plantes de café a été également pour cette raison au cours des dernières années, réduit. Outre l'agriculture, l'élevage exploité, en particulier l'élevage extensif de bovins, ainsi que la volaille et des œufs de production. La voisine Bastos au Brésil en tant que "Capital do Ovo" (capitale des œufs (production)).

## Maires
| Période | Période | Identité                 | Étiquette | Qualité |
| ------- | ------- | ------------------------ | --------- | ------- |
| 2009    | 2012    | Waldemir Gonçalves Lopes | PSDB      |         |

## Religion
Le christianisme est présent dans la ville comme suit:

### Église Catholique
L'église catholique de la commune fait partie du Diocèse de Marília.

### Église Protestante
Les croyances évangéliques les plus diverses sont présentes dans la ville, principalement pentecôtistes, notamment les Assemblées de Dieu brésiliennes (la plus grande église évangélique du pays),, Congrégation Chrétienne au Brésil, entre autres. Ces dénominations se développent de plus en plus dans tout le Brésil.